# Hầm đường bộ Mũi Trâu
Hầm đường bộ Mũi Trâu là một hầm đường bộ trên tuyến đường cao tốc La Sơn – Túy Loan thuộc địa phận xã Hòa Bắc, huyện Hòa Vang, thành phố Đà Nẵng. Đây được xem là một trong những hầm đường bộ hiện đại nhất Việt Nam hiện nay.
Hầm Mũi Trâu là hệ thống hầm đôi gồm hai đường hầm chạy song song với nhau. Mỗi tuyến hầm rộng 10,8 m, cao 7,2 m, bao gồm 2 làn xe. Trong đó, hầm hướng Nam - Bắc có chiều dài 1.320 m, còn tuyến hầm hướng Bắc - Nam dài 1.300 m. Hai tuyến hầm được thông với nhau bởi 3 vách nối.
Hầm thuộc địa phận xã Hòa Bắc, huyện Hòa Vang, cách trung tâm thành phố Đà Nẵng khoảng 40 km. Công trình có tổng mức đầu tư gần 1.500 tỷ đồng, do Công ty Cổ phần Sông Đà 10 thi công, được khởi công vào tháng 10 năm 2015 và đào thông vào tháng 4 năm 2017 và khánh thành vào ngày 16 tháng 4 năm 2022.